# Santa Bárbara (Angra do Heroísmo)
Santa Bárbara é uma freguesia portuguess do município de Angra do Heroísmo, ma ilha Terceira, Região Autónoma dos Açores, com 16,43 km² de área e 1279 habitantes (censo de 2021). A sua densidade populacional é 77,8 hab./km².
Situa-se na costa sudoeste da ilha, a cerca de 13 km da cidade de Angra do Heroísmo, com um território que se estende da costa até à cumeeira da Serra de Santa Bárbara, a maior elevação da ilha com 1021 metros de altitude. 
Santa Bárbara foi uma das primeiras freguesias constituídas no concelho de Angra, em data anterior a 1489 e ainda em vida de Jácome de Bruges, o primeiro capitão-do-donatário na Capitania de Angra. Até finais do século XIX foi denominada Santa Bárbara das Nove Ribeiras, já que o seu núcleo inicial se situou em torno da Ribeira das Nove.

## Descrição geral
A freguesia de Santa Bárbara localiza-se no sudoeste da ilha Terceira, ocupando um território grosseiramente triangular que se estende desde as arribas da costa sudoeste da ilha até às cumeeiras da Serra de Santa Bárbara, a mais de 900 m de altitude acima do nível médio do mar. Confina a nordeste com a freguesia das Doze Ribeiras, da qual é separada pelo curso da Ribeira das Dez; a norte, ao longo do bordo da Caldeira de Santa Bárbara, nas cumeeiras da Serra de Santa Bárbara, com a freguesia dos Altares; a sueste é separado da freguesia das Cinco Ribeiras pelo curso da Ribeira da Praia.
A costa da Terceira no litoral de Santa Bárbara é constituída por uma falésia quase vertical, que sobe de leste para oeste dos 50 m até próximo dos 100 m de altura, formando uma barreira quase inacessível entre o povoado e o mar. Esta subida gradual em direção ao oeste reflete-se no próprio povoado, o qual, a partir da Ribeira da Praia, sobe rapidamente em direção ao oeste, particularmente no troço da Ladeira da Pacheca e da Ribeira do Manuel Vieira, sendo a Rua de Diante (leste) mais baixa do que a Rua de Trás (oeste).
O território da freguesia está instalado sobre a encosta sul da Serra de Santa Bárbara, que, sendo um estrato-vulcão, é essencialmente uma estrutura tronco-cónica e imprime um elevado declive àquela zona da ilha (cerca de 10% na zona costeira; > 50% nas encostas superiores da montanha, acima dos 750 m de altitude).
O território da freguesia é atravessado por um conjunto de linhas de fractura radiais, centradas na caldeira do Vulcão de Santa Bárbara. Sobre essas fracturas instalaram-se cones de bagacinas basálticas, alguns de dimensão apreciável, correspondentes a erupções secundárias resultantes da ascensão de magma basáltico muito fluido pelas caixas de falha. Em consequência, pontuam a freguesia um considerável número de cones adventícios do grande vulcão da Serra de Santa Bárbara: o Pico das Dez, o Pico Agudo, o Pico Catarina Vieira, o das Serretas, o do Vale Verde, o do Brandão, o do Enes, o do Miradouro, o da Vigia e o dos Constantinos, entre outros de menor expressão. A maioria daqueles cones está recoberta por floresta, com relevo para as matas de Eucalyptus globulus e matos de Pittosporum undulatum.
Ao contrário do que acontece nas vertentes oeste e norte do Vulcão de Santa Bárbara, na encosta sul estão ausentes as manifestações de vulcanismo secundário de natureza traquítica, pelo que não existe qualquer doma nem é relevante o recobrimento pomítico. Em consequência desta geomorfologia, o substrato basáltico encontra-se coberto por uma camada em geral pouco espessa de cinzas vulcânicas de natureza basáltica, resultado das projeções dos cones existentes na região, a que se juntam, especialmente na zona mais alta e no extremo oeste da freguesia, um delgada camada de pedra-pomes esbranquiçada, proveniente dos últimos episódios eruptivos da fase de vulcanismo secundário do Maciço de Santa Bárbara, com erupções centrada na parte alta da Serreta.
A riqueza e profundidade dos solos permitiu que a propriedade da terra se traduzisse na divisão do território em cerrados rodeados por muros de pedra basáltica, quase todos de configuração rectangular, formando um mosaico de grande regularidade que reflecte na sua génese as dadas de terras dos tempos do povoamento. As únicas excepções a este padrão de uso dos solos surgem na zona mais alta da freguesia, onde os baldios foram arroteados na década de 1970 formando extensas pastagens permanentes separadas por bosquetes de Cryptomeria japonica, e no extremo sueste, a sul do Pico dos Enes, onde uma escoada basáltica com pouco recobrimento piroclástico deu origem a regossolos, na maior parte esqueléticos, levando ao aparecimento de solos que bordam nas suas características o típico biscoito das ilhas açorianas. Aí, a propriedade divide-se em pequenas parcelas, rodeando os frequentes afloramentos rochosos, numa situação semelhante à que se verifica ao longo do litoral da vizinha freguesia das Cinco Ribeiras.
A exposição da freguesia a oeste e sudoeste, direção dos ventos dominantes, associada à altitude do povoado, situado entre os 150 e 300 m acima do nível médio do mar, imprime a Santa Bárbara um clima oceânico do tipo Cfb na classificação climática de Köppen-Geiger. Na parte mais alta da freguesia, os nevoeiros são frequentes e persistentes, principalmente quando estão presentes massas de ar tropical marítimo com humidade relativa próxima da saturação e o vento sopra dos quadrantes sul ou sudoeste.
Em resultado da inclinação do terreno, a rede de drenagem da freguesia é muito densa, sendo o seu território atravessado pelas seguintes ribeiras: além da do Hospital ou da Canada da Praia que separa a freguesia da paróquia de Nossa Senhora do Pilar das Cinco Ribeiras, a de Manuel Vieira, a das Seis, a das Sete, a das Oito e a das Nove. Dada a inclinação do terreno, as ribeiras apresentam um regime torrencial extremo, o que já deu origem a diversas inundações, algumas das quais causaram a morte a muitos habitantes da freguesia.

### Estrutura urbana
A estrutura do povoamento na freguesia de Santa Bárbara é do tipo linear, orientado ao longo das principais vias de comunicação, com a grande maioria das habitações concentradas ao longo da estrada que liga Angra do Heroísmo ao oeste da ilha. Um segundo eixo de povoamento, perpendicular ao primeiro, segue o curso da Ribeira das Sete, descendo até quase ao litoral pela Canada da Ajuda e prolongando-se em altitude pela Canada do Açougue e Canada do Poço até ao seu entroncamento com o Caminho de Cima, a estrada que liga as Doze Ribeiras à Terra Chã. Com muito menor expressão, o povoado prolonga-se em altitude, também perpendicularmente à estrada principal, ao longo da Canada dos Terreiros.

## Demografia
A população registada nos censos foi:

Nota: Para os anos de 1864 e 1878, a tabelaq inclui a população do então lugar das Cinco Ribeiras, atualmente uma freguesia autónoma.
| Distribuição da População por Grupos Etários | Distribuição da População por Grupos Etários | Distribuição da População por Grupos Etários | Distribuição da População por Grupos Etários | Distribuição da População por Grupos Etários |
| -------------------------------------------- | -------------------------------------------- | -------------------------------------------- | -------------------------------------------- | -------------------------------------------- |
| Ano                                          | 0-14 Anos                                    | 15-24 Anos                                   | 25-64 Anos                                   | > 65 Anos                                    |
| 2001                                         | 270                                          | 191                                          | 662                                          | 243                                          |
| 2011                                         | 205                                          | 157                                          | 679                                          | 233                                          |
| 2021                                         | 177                                          | 150                                          | 730                                          | 222                                          |

A evolução da freguesia de Santa Bárbara foi marcada pela emigração, primeiro para o Brasil, depois para os Estados Unidos da América e finalmente para o Canadá, e pelas consequências do terramoto de 1 de Janeiro de 1980, que causou grandes danos no parque habitacional da localidade. Ao longo do século XX, a população da freguesia foi controlada pelas políticas de imigração dos Estados Unidos: a entrada em vigor do Johnson-Reed Act, fixando quotas que excluíam quase totalmente os cidadãos portugueses, restrição que se prolongou até depois da Segunda Guerra Mundial, induziu um forte crescimento da população que se prolongou até meados da década de 1960; depois, graças à facilitação da emigração açoriana para os Estados Unidos em consequência do Kennedy-Pastore Act, a população entrou em declínio, tendo entretanto estabilizado.

### Economia
Santa Bárbara tem como principais atividades económicas a agro-pecuária, o comércio, os serviços, a construção civil, oficinas auto, carpintaria, marcenaria e serração de madeiras.
O artesanato inclui a produção de queijo, de bordados, de colchas, de vimes, a tecelagem, a tanoaria e as miniaturas em madeira.

## História

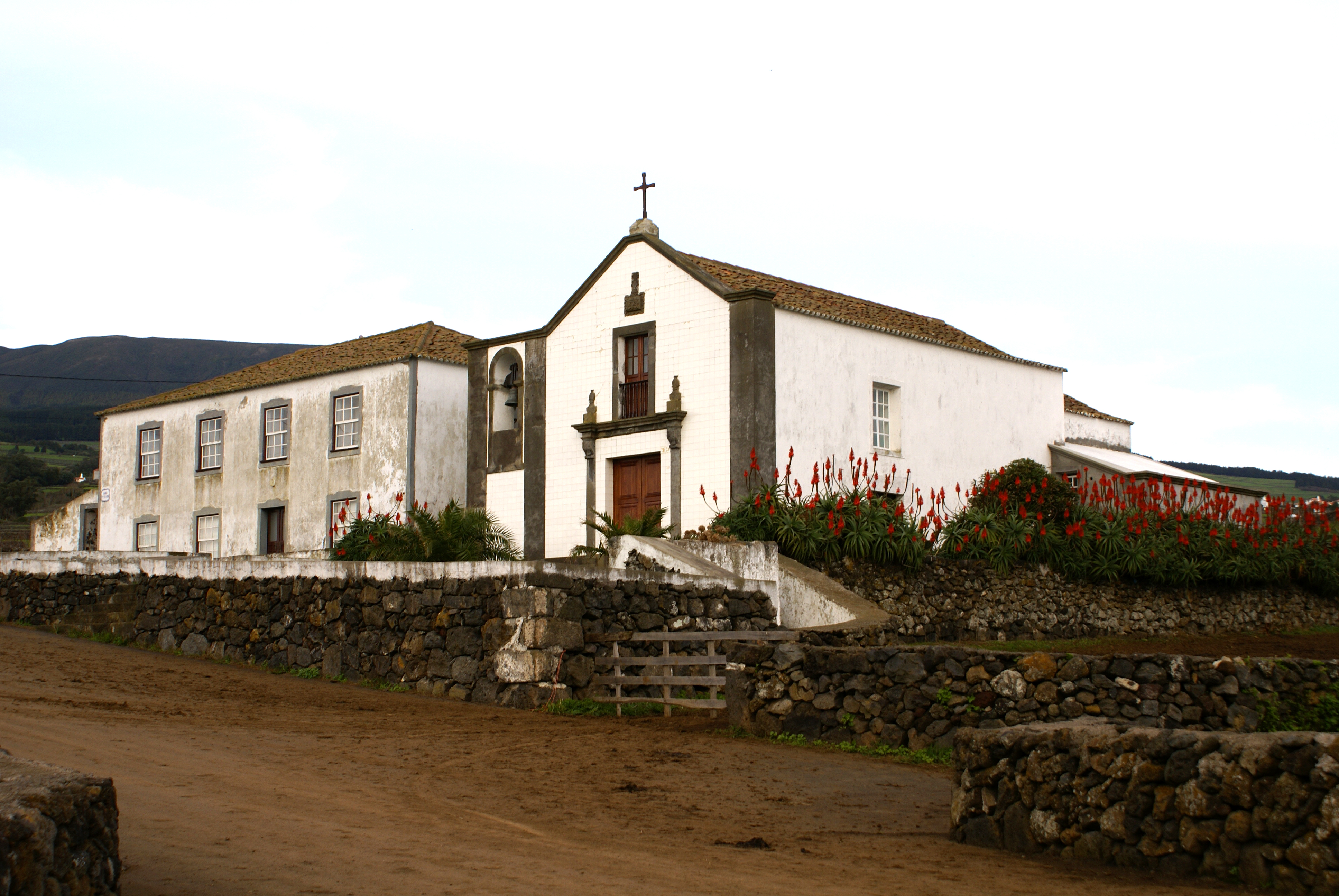
Ermida da Ajuda, todo o conjunto construído.

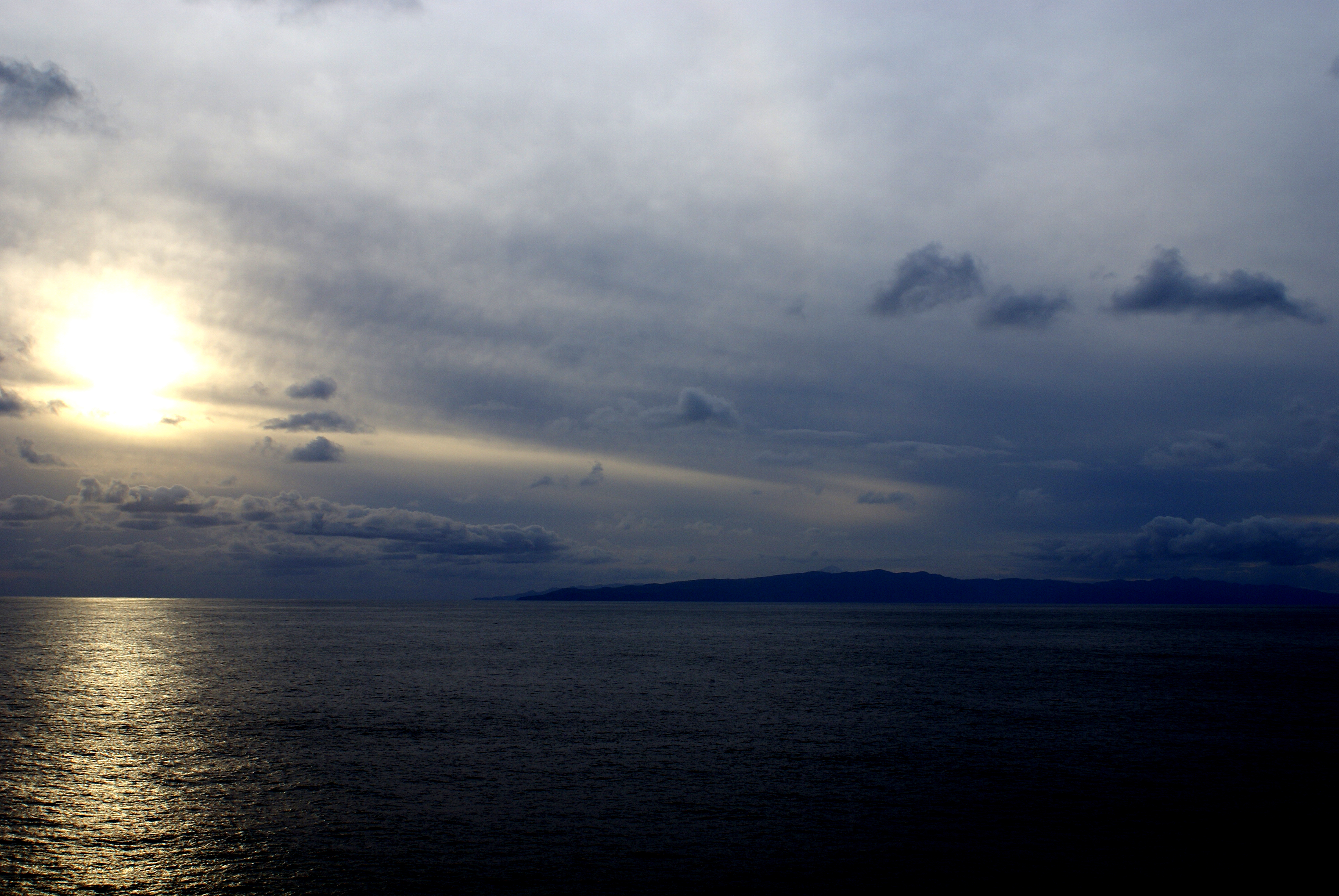
Ilha de São Jorge ao cair da noite, vista de Santa Bárbara.

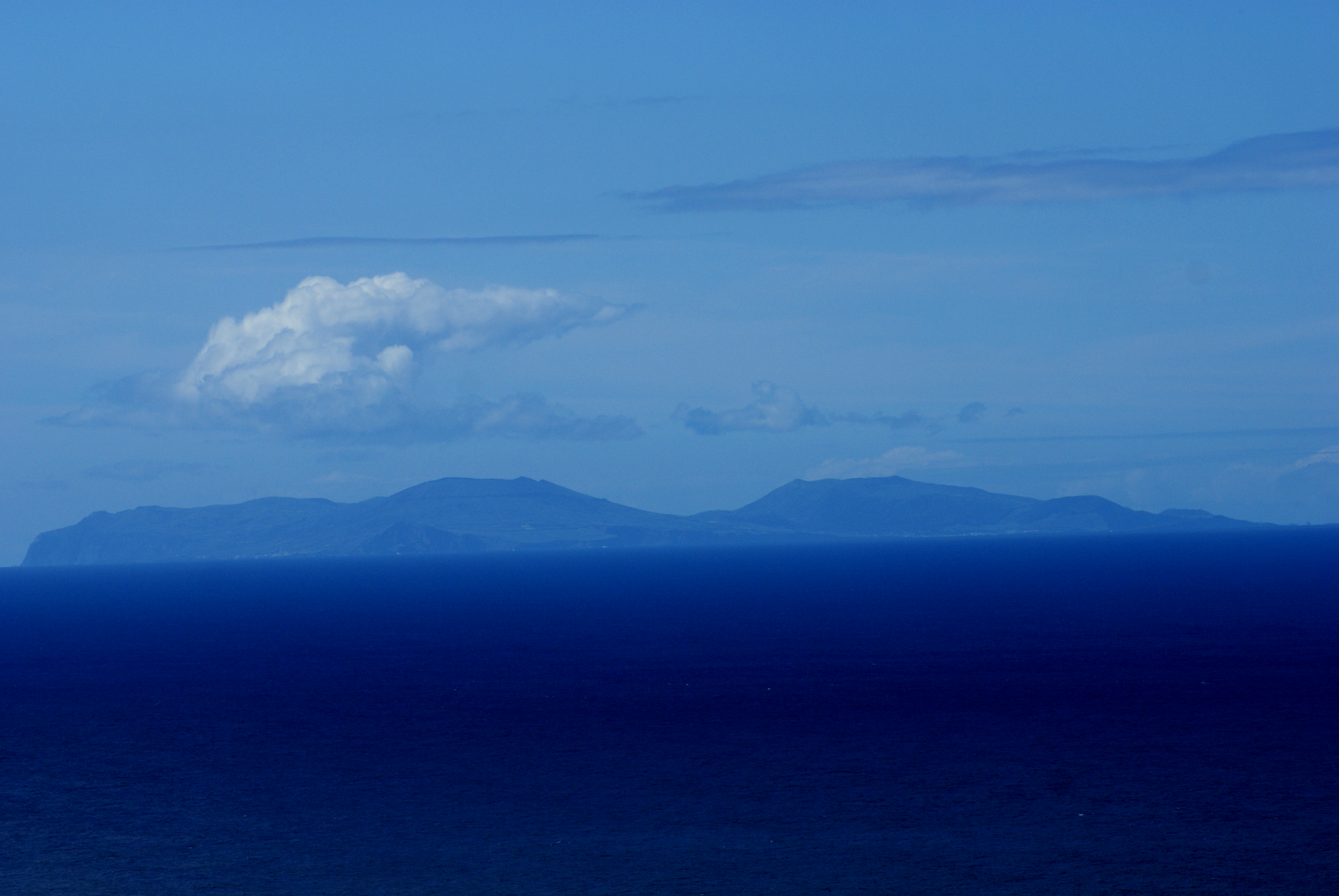
Ilha Graciosa vista ao anoitecer da ilha Terceira, Cimo da Serra de Santa Bárbara.

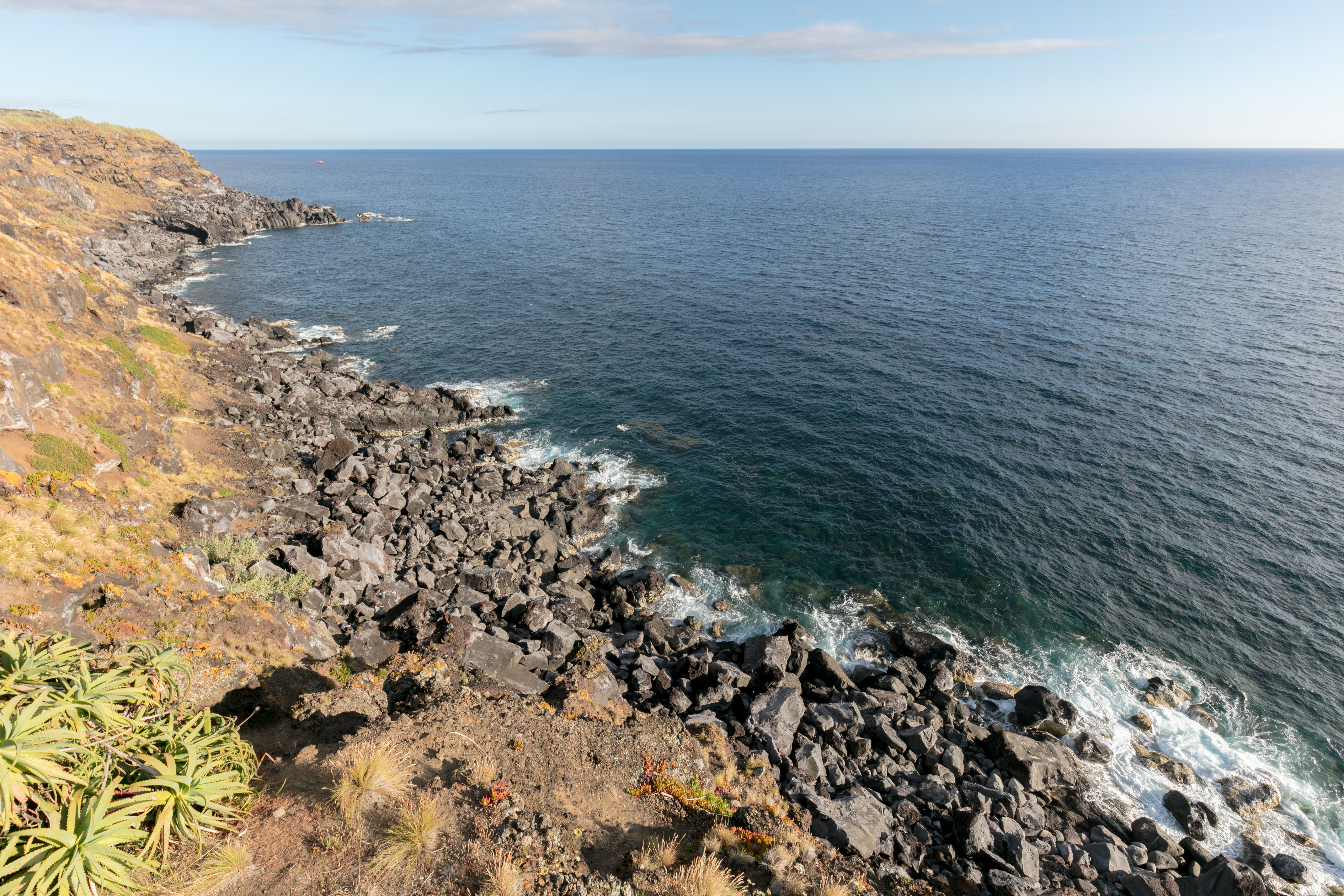
Vista do miradouro de Santa Bárbara.

O povoamento da zona oeste da ilha Terceira iniciou-se nos finais do século XV, quando as terras das vertentes da Serra de Santa Bárbara foram distribuídas em sesmaria por João Vaz Corte-Real, então capitão-do-donatário em Angra, prosseguindo a política de distribuição de terras naquela zona que havia sido iniciada por Jácome de Bruges. A maioria dos povoados a oeste de Angra apenas ficaram estruturados na década de 1510, mas a paróquia de Santa Bárbara das Nove Ribeiras já existia como entidade autónoma no ano de 1489, sendo a única existente na jurisdição de Angra quando Jácome de Bruges era capitão-do-donatário na ilha.
Um dos primeiros documentos que identificam a localidade de Santa Bárbara data desta época e refere que João Vaz Corte Real, pelo ano de 1486, passou uma carta de dadas de terras a um tal Bastião, filho de João Esteves, tecelão e morador nas Nove Ribeiras. Aquele documento identifica o povoado de Santa Bárbara, ao estabelecer a delimitação das terras "dadas", e refere também os lugares de Doze Ribeiras (então parte da paróquia) e dos Biscoitos.
Os condicionalismos da topografia local, e especialmente a escassez de nascentes de água, levou a que o povoamento assumisse ali um carácter linear, ao longo do caminho que partindo de Angra se dirigia para oeste. Os povoadores fixaram-se nas margens das ribeiras, nas imediações do local onde estas eram atravessadas por aquele caminho, pois sendo a região muito pobre em nascentes, os habitantes eram obrigados a recorrer à água das ribeiras, elas também efémeras, já que durante o Verão raramente correm.
Em consequência das restrições ao abastecimento de água apontadas, o povoamento da vasta zona do sudoeste da Terceira, que vai de São Bartolomeu dos Regatos até à Serreta, no extremo oeste da ilha, ficou assim estruturada em torno das ribeiras, as quais foram numeradas de leste para oeste, isto é de Angra para a Serreta, dando origem a topónimos como Cinco Ribeiras, Nove Ribeiras ou Doze Ribeiras. O centro administrativo e religioso da região acabou por se centrar na igreja de Santa Bárbara, às Nove Ribeiras, sendo formada, em data anterior a 1489, uma imensa paróquia que ia desde a Cruz das Duas Ribeiras até ao Biscoito da Serreta.
Inicialmente denominada Santa Bárbara das Nove Ribeiras, por ter o seu núcleo principal Às Nove Ribeiras, a paróquia estendia-se por toda a costa sudoeste da ilha Terceira, desde a Cruz da Duas Ribeiras até ao Biscoito da Fajã, confinando aí com a paróquia de São Roque dos Altares. Nesta paróquia ficava a maior serrania da ilha, a qual ficou conhecida por Serra de Santa Bárbara (inicialmente era referida por Serra Gorda), nome que ainda mantém apesar de hoje se encontrar dividida pelo território de sete freguesias distintas, resultado da progressiva subdivisão das paróquias originais.
À medida que o povoamento se foi estruturando, a freguesia de Santa Bárbara foi sendo repartida em curatos e depois em paróquias autónomas, precursoras das atuais freguesias. A paróquia de Santa Bárbara, para além território da atual freguesia homónima, compreendia na sua extensão original as atuais freguesias de Nossa Senhora do Pilar das Cinco Ribeiras, de São Jorge das Doze Ribeiras e de Nossa Senhora dos Milagres da Serreta.
Ao longo dos séculos, a freguesia de Santa Bárbara alcançou uma considerável importância, assumindo-se como o principal centro urbano do oeste da Terceira. Essa importância alimentou o desejo de ver a freguesia elevada a cabeça de concelho, o que nunca se chegou a concretizar, mas permitiu ser sede de um julgado autónomo, com juiz ordinário. Para além disso, foi um pólo económico importante naquela parte da Terceira, com uma população empreendedora e dinâmica.
Francisco Ferreira Drumond, escrevendo em meados do século XIX, descreve da seguinte forma a freguesia e as suas gentes:
Os habitantes de Santa Bárbara das Nove Ribeiras ocupam-se pela maior parte na cultura dos campos, que apesar de elevados e desabrigados dos ventos gerais são mui produtivos; há também grande número de oficiais de ferreiro, carpinteiros, fragueiros, cabouqueiros, canteiros e galocheiros [...]. A freguesia toda padece de muita falta de águas e de peixe, por ter somente mui pequeno porto denominado das Cinco. A costa é toda alcantilada e pouco defendida aquela parte da ilha de qualquer tentativa hostil. Gozam estes povos a fama de mui discretos e deles se costuma dizer "Um de Santa Bárbara vale por sete de Coimbra"..

### As ermidas
Para além da Igreja Paroquial, existe na freguesia de Santa Bárbara a Ermida de Nossa Senhora da Ajuda, um pequeno templo construído à beira-mar no fim da Canada  da Ajuda (a que aliás empresta o nome). A ermida da Ajuda foi edificada antes de 1545, ano de que data a primeira referência escrita à sua existência. A sua traça foi profundamente alterada aquando da sua reconstrução em 1877.
Nesta ermida existe uma imagem quinhentista de Nossa Senhora da Ajuda, em pedra, que seguindo uma tradição comum em relação a múltiplas imagens marianas nos Açores, teria dado à costa frente ao sítio onde foi edificada a ermida. Outra versão da mesma lenda dá a imagem como encontrada dentro de um caixote encalhado numa das poças da beira-mar. A imagem terá sido levada para a igreja paroquial, mas depois, inexplicavelmente, aparecia numa lapinha de uma rocha no local onde hoje está a ermida, com diversas testemunhas afirmando terem-na visto ser transportada por anjos. Teria sido em consequência do reiterado desejo da imagem ser colocada naquele lugar que a ermida foi construída.
Numa laje de basalto existente no fundo da Ribeira das Sete, próximo da ermida, existe uma cavidade natural com a forma de uma pegada humana, apontada pela crença popular como resultado da aparição da imagem na ribeira, que ali teria deixado uma pegada impressa na rocha. A cavidade é conhecida como Pezinho de Nossa Senhora, o que durante séculos fez do local um concorrido ponto de romaria, com construção de uma casa anexa à ermida para abrigo dos romeiros.
Na freguesia existiu também uma ermida de Nossa Senhora do Desterro, junto à Canada do Miradouro, então designada Canada dos Poços, ignorando-se a causa da sua demolição.
A Ermida de Santo António, mandada construir pelo padre António Machado Borges junto à Grota das Nove, desapareceu totalmente, pois foi mandada demolir pelo coronel Barbosa, por se situar em terras de sua propriedade.
A construção do Império do Espírito Santo de Santa Bárbara data dos finais do século XIX.

### A Sociedade e a Filarmónica
A sociedade da freguesia, denominada Sociedade Recreio de Santa Bárbara, foi fundada a 3 de Dezembro de 1876, sendo uma das mais antiga agremiações musicais da ilha Terceira, tendo já sido feitas várias melhoramentos ao longo dos anos. Já a Filarmónica, foi fundada a 4 de Dezembro de 1877, dia da padroeira da freguesia, Santa Bárbara, pelo professor João Rodrigues. Desde a sua fundação já estreou seis fardas, contando com a atual.

### A Guerra Civil e o barão de Santa Bárbara
Durante as Guerras Liberais a freguesia de Santa Bárbara foi sede do 7.º dos distritos militares em que António José de Sousa Manuel de Menezes Severim de Noronha, o 7.º Conde de Vila Flor, dividiu a ilha Terceira.
Foi comandante deste distrito militar o coronel Bernardo da Fonseca, que atingiria depois o posto de brigadeiro e que por decreto da rainha D. Maria II de Portugal seria agraciado com o título de barão de Santa Bárbara, em lembrança do seu comando na ilha Terceira. O seu filho usou o mesmo título.

### O abastecimento de água
A freguesia de Santa Bárbara, tal como os restantes povoados instalados nas encostas do Maciço de Santa Bárbara, sempre padeceu de falta de água durante o período de estiagem. A rapidez do escoamento, bem marcada pela densa rede hidrográfica local, e a porosidade da formação, leva a que a presença de nascentes seja restrita a pequenas fontes superficiais, em geral alimentadas por turfeiras, que se esgotam após alguns meses sem chuvadas significativas. Em consequência, ao longo da história da freguesia foram seguidas diversas estratégias para armazenamento e distribuição de água nativa, as quais, goradas as tentativas de obter caudais suficientes em galerias escavadas nas encostas mais elevadas da Serra, levaram ao aparecimento de cisternas (chamadas localmente poços) com paredes e fundo revestidos a barro e recobertas por uma abóbada de pedra-pomes.
As cisternas eram alimentadas pela água recolhida dos telhados, funcionando como complemento da água recolhida das ribeiras e das nascentes. Nas estiagens mais prolongadas, as populações eram obrigadas a recorrer às turfeiras de altitude, indo buscar água a alguns quilómetros de distância ao chamado Poço Negro e à Caldeira detrás da Serra.
No século XIX a Junta de Paróquia, com o apoio dos Serviços de Obras Públicas de Angra do Heroísmo, então empenhados num ambicioso projecto de dotar as freguesias de chafarizes abastecidos a partir de nascentes de altitude, montou na Ribeira das Sete uma bica para abastecimento dos moradores da freguesia.
Face à insuficiência das nascentes para garantir os caudais necessários para os chafarizes que se pretendia construir, em 1878 foi iniciada a construção do Reservatório de Santa Bárbara. Este reservatório é uma grande cisterna de duas células implantada nas margens da Ribeira das Sete, em plena encosta da Serra de Santa Bárbara, num terreno baldio sobranceiro ao povoado. Desse reservatório, durante mais de um século o único do género existente na ilha Terceira, partia o primeiro ramal de encanamento para a freguesia.
O Reservatório, hoje visitável e integrado num pequeno parque, é uma notável construção em alvenaria de pedra, com os seus compartimentos iguais e simétricos recobertos por grandes abóbadas de pedra. A obra custou à época 16$450 réis insulanos, uma quantia avultadíssima para as finanças públicas da época.
O Reservatório serviu a freguesia até ao sismo de 1 de Janeiro de 1980, alimentando inicialmente uma rede de canos de barro interligando arquinhas de onde se fazia a distribuição para os chafarizes públicos. Os chafarizes, por sua vez, alimentavam tanques que permitiam que o gado bebesse.
Apenas na década de 1980 foi instalada uma rede domiciliária de distribuição de água, alimentada a partir de captações situadas na zona central da ilha, substituindo o Reservatório.

### O terramoto de 1980
O sismo de 1 de Janeiro de 1980 atingiu fortemente a freguesia, destruindo 358 casas e causando 1200 desalojados. A igreja paroquial ficou danificada, não oferecendo condições de segurança para nela se realizarem os atos litúrgicos, os quais passaram a ter lugar no salão paroquial e depois no salão da Sociedade Filarmónica. A igreja e a maioria das casas foram reconstruídas mantendo, no essencial, a traça original.

## Personalidades ligadas à freguesia
Nasceram naquela localidade, ou estiveram de alguma forma ligadas à freguesia de Santa Bárbara, diversas personalidades relevantes. Entre estas contam-se:
- Bastião Roiz, um escultor de imagens santos em cedro-do-mato, no século XVI, de que se conhecem alguns exemplares de grande qualidade, entre os quais uma imagem de Cristo e uma de São Bartolomeu.
- Bernardo da Fonseca, 1.º barão de Santa Bárbara;
- João Francisco Goulart, pároco da freguesia durante muitos anos e promotor de reconstrução da igreja paroquial;
- Domingos Augusto Borges, político que exerceu as funções de governador civil do Distrito Autónomo de Angra do Heroísmo
- Fernando Augusto Borges, irmão do anterior, general e político que se distinguiu como comandante das forças expedicionárias que submeteram os revoltosos de 1931
- João Lourenço da Rocha, sacerdote.

## Património construído
- Igreja de Santa Bárbara, um edifício do século XV
- Império do Divino Espírito Santo (Santa Bárbara), do século XIX
- Ermida de Nossa Senhora da Ajuda e Casa dos Romeiros
- Reservatório de Água

## Património natural
- Serra de Santa Bárbara,
- Pico das Serretas,
- Pico dos Porcos,
- Pico da Praia,
- Pico do Vale Verde,
- Pico dos Constantinos,
- Pico do Brandão,
- Pico do Enes,
- Pico das Dez,
- Pico da Vigia,
- Pico Agudo,
- Pico Catarina Vieira,
- Pico do Miradouro,
- Ribeira das Sete,
- Ribeira das Nove,
- Ribeira das Oito,
- Ribeira das Seis
- Ribeira de Manuel Vieira
- Ribeira do Hospital